# أسطورة الجاثوم
رواية أسطورة الجاثوم هي 29 العدد من سلسلة ما وراء الطبيعة

## أحداث الرواية
شعر (هاء) بشعور غير مريح يدعوه للرحيل من القصر.وبعد العشاء تأهب (هاء)مع المجموعة المرافقة له بالرحيل وكانت هذة المجموعة مكونة من:ايناس ومحى وعبد الرحمن وغادة وهويدا وزوجها ومها ابنة صاحب القصر.ركب الجميع السيارة التي سوف تعود بهم إلى الإسكندرية ليكتشفوا ان السيارة لا تتحرك فيعرفوا ان أحدهم اتلف المحرك.اضطر الجميع إلى العودة إلى القصر ليقضوا الليل فيه ثم يرحلوا في الصباح.انغلق باب القصر خلف (هاء)فشعر بشعور غير مريح.قضى الجميع ليلة سوداء في القصر ويقتل (بسطويسى)وهو غفير عند صاحب القصر على يد الجاثوم الذي يخرج من مكمنه(غرفة الكرار)و يأتي لمها في نومها ويحاول قتل غادة وهويدا.يلبس الجميع ثيابهم تأهبا للرحيل عندما ينقطع التيار الكهربى ويتمزق خادمان في القصر على يد الجاثوم.يكتشف (هاء)في النهاية ان جده كان (نكرومانسر)و يمشى الجميع تاركين (هاء)و ايناس في القصر.يحاول الاثنان الهرب عندما يباغت الجاثوم ايناس ويقتلها.ثم يقع(هاء)من النافذة ويكتشف (هاء)مدخل إلى حجرة(النكرومانسر).حاول (هاء)التخلص من الجاثوم لكنه فشل واستسلم لقدره الشيطانى وبدأ ممارسة فنون النكرومانسى على جسد ايناس والخفيرين القتيلين بعد فشله في الهروب من مصيره الشيطاني.

## شخصيات الرواية
- الاستاذ(هـ):مدرس في الثلاثين وأصبح في النهاية (نكرومانسر).
- المدام (ع):زوجة (هـ)التي انفصلت عنه بسبب الكوابيس التي تطاره وتؤثر علي حياته.
- ايناس:مدرسة تقيم في الإسكندرية وهي صديقة (هـ).
- أبو مها:صاحب القصر وهو أحد الأثرياء الإقطاعيين الذين تقلصت ثروتهم بعد الثورة.
- مها:ابنة صاحب القصر ومدرسة.
- هويدا:خطيبة رفعت السابقة وزوجة سيد الشمندوري.
- غادة:مدرسة وهي صديقة مها وخطيبة محى.
- محى:خطيب غادة.
- عبد الرحمن:خطيب مها.
- سيد الشمندورى:زوج هويدا.

## وصلات خارجية
- آراء القراء حول رواية أسطورة الجاثوم على موقع أبجد